# Yetisports
Yetisports est une série de 10 jeux vidéo développés en Flash dont le premier est sorti en 2004 et dans lequel un yéti doit frapper un manchot avec une batte de baseball et l'envoyer le plus loin possible pour atteindre le meilleur score. Il est nommé « 1978 Reinhold + Yeti » en référence à Reinhold Messner qui a déclaré avoir vu un yéti lors de l'une de ses expéditions.
Très rapidement le jeu a inspiré de nombreux développeurs qui ont créé plusieurs variantes du jeu dont notamment une variante dite « sanglante. »

## Épisodes
1. Pingu Throw
2. Orca Slap
3. Seal Bounce
4. Albatros Overload
5. Flamingo Drive
6. Big Wave
7. Free Ride
8. Jungle Swing
9. Final Spit
10. Icicle Climb

Son créateur, Chris Hilgert a aussi conçu 4 jeux à l'occasion de la sortie du film L'Âge de glace 2, en 2006 :
1. Scrat Jump
2. Rising Water
3. Five Acorns
4. Ptero Glide